# 背奈行文
背奈 行文（せな の ゆきふみ）は、奈良時代の貴族・歌人。姓は公（キミ）のち王（コニキシ）。高句麗系渡来人である背奈福徳の子。官位は従五位下・大学助。

## 経歴
高句麗系渡来人を集めて霊亀2年（716年）に新設された武蔵国高麗郡に居住していたが、のちに上洛して学問を生かして朝廷に仕えた。養老5年（721年）正七位上・明経第二博士のとき、学業優秀として賞された。神亀4年（727年）正六位上から従五位下に昇叙される。
消奈行文大夫（せなのぎょうもんのまへつきみ）の名で、『万葉集』に1首と『懐風藻』に五言詩を2首残している。

## 和歌作品
- 奈良山の 児の手柏の 両面に かにもかくにも 佞人の徒 （『万葉集』（巻16-3836））